# De Gule Spejdere i Danmark
De Gule Spejdere i Danmark er en spejderorganisation, som blev dannet i 1984 af en udbrydergruppe fra Det Danske Spejderkorps (DDS). 
Det første navn var "Det Danske Pige- og Drenge Spejderkorps af 25. Februar 1984" og formålet var at stramme op på holdninger og traditioner, som ifølge udbryderne var blevet udvandet efter sammenlægningen af DDS og DDP i 1973. 
Efter en retssag i 1985 kom korpset til at hedde "De Gule Spejdere i Danmark – Baden-Powell spejderne". Til dagligt kaldet "De Gule Spejdere".
Korpset er upolitisk og ikke-religiøst og er i dag optaget i World Federation of Independent Scouts (WFIS), som er en verdensspejderorganisation bestående af uafhængige korps.
Korpset har over 900 medlemmer og har (pr. 2019) grupper 19 steder i Danmark: på Sjælland, på Bornholm, på Fyn, i Nordjylland og i Midtjylland.